# Classe Kii
Pour les articles homonymes, voir Kii.
La classe Kii est une classe de quatre cuirassés conçus pour la marine impériale japonaise au début des années 1920. La construction des quatre navires est annulée par le traité de Washington de 1922.

## Conception
La classe Kii marque la volonté de l'état-major de fusionner deux types de navires, les cuirassés et les croiseurs de bataille en une seule classe de « cuirassés à grande vitesse ». Conçus par Yuzuru Hiraga, les plans sont inspirés par ceux de la classe Amagi, mais avec un blindage de ceinture et de pont plus épais, ce dernier faisant 4,675 pouces (118,745 mm) au lieu de 3,5 pouces (88,9 mm) d'épaisseur.
La construction de tous les navires est annulée par le traité de Washington de 1922. La commande des deux premiers, le Kii et l'Owari, est passée le 12 octobre 1921, suspendue le 5 février 1922 et définitivement annulée le 14 avril 1924. Les deux suivants sont annulés le 19 novembre 1923, la construction d'aucun des quatre navires n'ayant commencé.

## Unités
| Nom       | Chantier,                   | Commande        | Destin                     |
| --------- | --------------------------- | --------------- | -------------------------- |
| Kii       | Arsenal naval de Kure       | 12 octobre 1921 | Annulé le 14 avril 1924    |
| Owari     | Arsenal naval de Yokosuka   | 12 octobre 1921 | Annulé le 14 avril 1924    |
| Numéro 11 | Kawasaki Heavy Industries   | 12 octobre 1921 | Annulé le 19 novembre 1923 |
| Numéro 12 | Mitsubishi Heavy Industries | 12 octobre 1921 | Annulé le 19 novembre 1923 |